# Juan Pablo Orozco
Juan Pablo Orozco Lozano o Juan Orozco (24 de octubre de 1991, Arandas, Jalisco, México) es un futbolista mexicano que juega como mediocampista en el Club Zacatepec del Ascenso MX, producto de las fuerzas básicas de chivas.
El jugador comienza su carrera futbolística con el club local de Arandas de Tercera División, La Trinca Guinda en Jalisco en 2008, después pasó a ser parte de equipos filiales del Club Deportivo Guadalajara, como el Chivas San Rafael, Chivas Sub-20, Chivas Rayadas (Segunda División) hasta llegar al primer equipo en septiembre de 2011.
Con su debut el equipo de Guadalajara llegó a 50 debuts en la presidencia de Jorge Vergara.

## Clubes
El 2 de septiembre de 2011, en un partido contra el Club Tijuana se da el debut de este futbolista, entra Orozco por Alberto Medina Briseño y juega 10 minutos de partido.
| Club                       | País   | Año             |
| -------------------------- | ------ | --------------- |
| Club Deportivo Guadalajara | México | 2011 - 2014     |
| Deportivo Tepic            | México | 2014            |
| Correcaminos de la UAT     | México | 2015            |
| Club Zacatepec             | México | 2015 - Presente |